# 守田化学工业株式会社
Morita Kagaku Kogyo Co., Ltd（日譯：守田化学工業株式会社）是一間成立於1949年的甜味劑製造商。由於社會的趨勢，Morita Kagaku Kogyo開始研究天然產品。在1971年，他們開發系統，用於生產一種純天然的甜葉菊甜味劑，這是世界首創。
最近，Morita Kagaku Kogyo更多參與以Rebaudioside A製造甜味劑，就是從甜菊葉的一部分，提煉出甜味純正、無副作用的天然甜味劑。

## 歷史
| 時間        | 重要事件                                                                                          |
| ----------- | ------------------------------------------------------------------------------------------------- |
| 七月 1949   | Morita Kaichi 建立守田化学工業，並開始 合成甜味劑和其他工業藥品的生產和銷售。                     |
| 一月 1960   | Morita Kagaku Kogyo 正式註冊成立。                                                                |
| 五月 1971   | 成功地把甜葉菊商品化。 這是在世界上首次的甜味劑，Morita Kagaku Kogyo 亦因此成為一個全面的製造商。 |
| 十月 1974   | 在世界上首次成功地把甜葉菊規模化種植和 建立一個集成系統，用於植物的生長提取以至精製加工。         |
| 六月 1975   | 發現甜菊葉最甜蜜的組成部分 － Rebaudioside A。                                                    |
| 三月 1982   | 開發出一個高Rebaudioside A的產品。                                                                |
| 一月 1985   | 開始於海外種植甜葉菊。                                                                            |
| 五月 1993   | 在生產新天然甜味劑的技術上獲得專利。                                                              |
| 一月 1994   | 在生產新甜味劑的技術上獲得專利。                                                                  |
| 十月 1994   | 推出酶處理的Rebaudioside A系列。                                                                  |
| 十一月 1999 | 獲得Award for Excellent Food, Machinery and Material （由Japan Food Journal成立）                 |
| 二月 2000   | 獲得在美國的甜葉菊新品種的專利。                                                                  |
| 六月 2000   | 獲得在美國的甜葉菊新品種的專利。                                                                  |
| 九月 2000   | 獲得植物專利。                                                                                    |
| 十一月 2000 | 獲得20th Century Food Industry Award （由Japan Food Journal成立）                                 |
| 九月 2002   | 獲得α-糖基化的甜葉菊甜味劑的專利。                                                                |
| 八月 2003   | 獲得Aseculfame K和甜葉菊甜味劑的專利。                                                            |
| 三月 2005   | 為一個甜葉菊新品種、製造過程和甜味劑申請專利。                                                    |

## 產品
KARORI Zero是日本守田化学工业株式会社以最新技術生產的粉末狀甜味劑產品，成分包括Rebaudioside A和赤蘚糖醇（Erythritol），兩原料均已被證明對人體安全。
KARORI Zero是完全沒有熱量且不影響血糖指數，因此非常適合於糖尿病人和關注健美及健康人士服用。